# مطار عين قزام
مطار عين قزام (بالإنجليزية: In Guezzam Airport)‏ (إياتا: INF، إيكاو: DATG) هو مطار بالقرب من عين قزام، ولاية عين قزام، الجزائر.انه ليس مفتوح للاستخدام العام.
تم إنجازه في إطار خطة خاصة لجنوب الجنوب (PSAS). في الوقت الحالي، تم ربطه بمطار تمنراست.أرضية المطار تبلغ مساحته 148 هكتارًا، بما في ذلك مبنى المطار قيد الإنشاء،  تم إغلاقه أمام الحركة الجوية منذ عام 1995.

## الخطوط المستغلة
جاء إعلان الرئيس المدير العام لشركة الخطوط الجوية الجزائرية بخوش علاش عن افتتاح رحلة منتظمة إلى أقصى الجنوب الجزائري، من العاصمة إلى عين قزام مرورا عبر تمنراست أساس رحلة اسبوعين واحدة كل يوم أربعاء مع اقتراح التذكرة ذهابا وايابا بقيمة 6400 دينار جزائري بحساب كافة الرسوم.

## روابط خارجية
- خرائط جوجل - في قزام
- "DATG @ aerobaticsweb.org". Landings.com. مؤرشف من الأصل في 2014-02-03.
- حالة الطقس في مطار عين قزام.